# Tultjyn rajon
Tultjyn rajon (ukrainsk: Тульчинський район, tr. Tultjynskyj rajon) er en af 6 rajoner (distrikt) i Vinnytsja oblast i Ukraine, hvor Mohyliv-Podilskyj rajon er beliggende i den sydlige del af oblastet omkring byen Tultjyn.
Rajonen har et areal på 3.858 km2
og et indbyggertal på 149.429 (2022) indbyggere. Det administrative centrum er byen Tultjyn.